# Leonhard Hübner
Leonhard Hübner (* 1982 in Scherzingen) ist ein deutscher Rechtswissenschaftler.

## Leben
Nach dem Studium der Rechtswissenschaften an den Universitäten Bonn, Freiburg, Lausanne und Köln (2002–2007) und der ersten juristischen Staatsprüfung in Köln (2007) war er wissenschaftlicher Mitarbeiter und Doktorand an dem Institut für deutsches und europäisches Gesellschafts- und Wirtschaftsrecht der Universität Heidelberg am Lehrstuhl Werner F. Ebkes (2007–2008). Nach dem Master-Studium (Magister Juris) an der University of Oxford am Somerville College (2008–2009), der Promotion zum Dr. iur. an der Universität Heidelberg bei Werner F. Ebke und Erik Jayme und der zweite juristischen Staatsprüfung in Nordrhein-Westfalen (2012) war er Rechtsanwalt bei Freshfields Bruckhaus Deringer LLP in Hamburg (Gesellschaftsrecht/M&A) (2013–2015). Nach der Habilitation an der Universität Heidelberg bei Marc-Philippe Weller und Dirk A. Verse (Venia legendi für die Fächer Bürgerliches Recht, Internationales Privatrecht, Handels- und Gesellschaftsrecht, Europäisches Wirtschaftsrecht und Rechtsvergleichung) ist er seit 2023 Inhaber des Lehrstuhls für Bürgerliches Recht, Internationales Privatrecht und Rechtsvergleichung an der Universität Augsburg. Zuvor war er Professor für Bürgerliches Recht, Internationales Privatrecht und Europäisches Privat- und Wirtschaftsrecht an der Universität Osnabrück und Direktor des European Legal Studies Institute.